# هریس بلکبله
هریس بلکبله (انگلیسی: Haris Belkebla؛ زادهٔ ۲۸ ژانویهٔ ۱۹۹۴) بازیکن فوتبال اهل الجزایر است.
از باشگاه‌هایی که در آن بازی کرده‌است می‌توان به باشگاه فوتبال استاد برستوا ۲۹ و باشگاه فوتبال والنسین اشاره کرد.
وی همچنین در تیم‌های ملی فوتبال زیر ۲۳ سال الجزایر و الجزایر بازی کرده‌است.